# Belerda (Granada)
Belerda (también llamada Caserío de Belerda o Belerda de Guadix) es una localidad española del municipio de Guadix, perteneciente a la provincia de Granada, en la comunidad autónoma de Andalucía. Está situada en la parte centro-oeste de la comarca accitana. Cerca de esta localidad se encuentran los núcleos de Benalúa, Fonelas y Darro.
Belerda constituye un exclave de Guadix situado entre los términos municipales de Huélago, Fonelas, Purullena y Darro.

## Historia
La primera noticia que se tiene de Belerda se remonta al año 1775 en que se realizó el Catastro de Ensenada. En éste aparece como uno de los cortijos de la campaña de Guadix, junto con Frontina, Anchurón de Darro o Camarate, entre otros.
En 1795, según el padrón del sagrario, en Belerda vivían cinco familias que posiblemente habitaban en casas-cueva. Décadas después, una parte de los habitantes fue comprando tierras de vega a los señores, y otros compraron atochares y tomilleros que pusieron en cultivo, mejorando así su estatus social.
En la actualidad Belerda es un anejo de Guadix con algo más de doscientos habitantes, que subsisten fundamentalmente de la agricultura y de la ganadería.

## Demografía
Según el Instituto Nacional de Estadística de España, en el año 2011 Belerda contaba con 205 habitantes censados.